# Leo II. (Armenien)

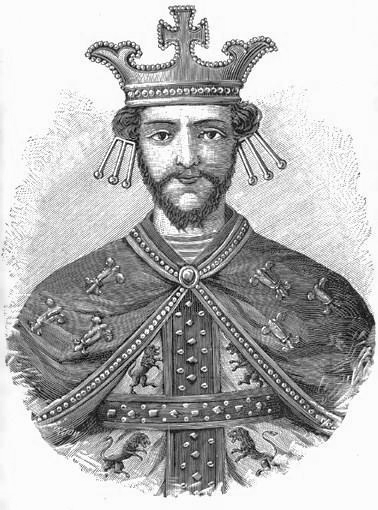
Leo II. von Kleinarmenien, Porträt nach einer Münze

Leo II.  (auch Lewon; † 1. Mai 1219 in Kilikien) war der erste König von Kleinarmenien und regierte von 1187 bis 1219. Die Zählung als Leon II. schließt die rubenidischen „Herren der Berge“ ein – als erster König von Kleinarmenien wird er auch als Leo I. gezählt.
Leo wurde 1187, nach dem Tod seines Bruders Ruben III. Fürst von Kleinarmenien. Um die Unabhängigkeit seines Fürstentums gegenüber Byzanz zu stärken, betrieb er eine Politik der Annäherung an das Römisch-deutsche Kaiserreich. Er unterstützte Kaiser Friedrich Barbarossa großzügig, als dieser auf dem Dritten Kreuzzug sein Fürstentum erreichte, und unterhielt später diplomatischen Kontakt zu dessen Sohn, Kaiser Heinrich VI. Er näherte die armenisch-apostolische Kirche der römisch-katholischen an und huldigte dem römisch-deutschen Kaiser, um durch ihn zum König erhoben zu werden.
Leo wurde am 6. Januar 1199 in Tarsos in der heutigen Alten Moschee vom Erzbischof Konrad von Mainz zum König gekrönt, im Beisein des armenischen Katholikos Grigor VI. Apirat (1194–1203), des syrisch-orthodoxen Patriarchen von Antiochia und des griechischen Metropoliten von Tarsos. Für die Feier hatte Nerses von Lambron zuvor die lateinische Krönungsliturgie in das Armenische übersetzt.
Leo war zwei Mal verheiratet: In erster Ehe heiratete er um 1188 Elisabeth „von Österreich“ († 1207). Der Chronist Smbat Sparapet bezeichnet sie als Nichte (Tochter des Bruders) der Sibylle, der dritten Gattin Bohemunds III. von Antiochia. Elisabeth wurde 1206 von Leo verstoßen, eingekerkert und 1207 vergiftet. Um 1210 heiratete er in zweiter Ehe Sibylle von Lusignan, Tochter des Königs Amalrich II./I. von Jerusalem und Zypern. Leo machte seine Tochter aus zweiter Ehe, Isabella zu seiner Erbin, obwohl er von seiner ältesten Tochter aus erster Ehe, Rita, einen Enkel hatte, und mit Raimund Ruben ein Enkel seines Bruders Ruben III. existierte.
1203 griff Leo Antiochia an, wurde aber zurückgeschlagen. Darauf nahm er die Templerburgen von Roche Roussel und Roche Guillaume ein und versuchte, Darbsak von den Aleppinern zurückzuerobern. 1213 griffen die Templer Baghras an, das sie aber trotz der Exkommunikation Leos erst 1216 zurückerhielten.